# Tetris Effect
Tetris Effect — компьютерная игра-головоломка, сочетающая в себе мозаику, разработанная японскими студиями Monstars и Resonair и выпущенная компанией Enhance Games. Версия для PlayStation 4 с поддержкой PlayStation VR была издана 9 ноября 2018 года, а для компьютеров под управлением Windows с поддержкой Oculus Rift и HTC Vive была выпущена 23 июля 2019 года.

## Игровой процесс
Как и в оригинальной игре «Тетрис», игрок должен поместить тетрамино в игровое поле, чтобы очистить полные линии. Tetris Effect добавляет темы и музыку на тридцать различных уровнях с геймплеем, привязанным к ритму музыки. Механика «Zone» позволяет игрокам размещать несколько блоков одновременно, что позволяет им убирать более шестнадцати линий за раз, выполняя «декагексатрис». Возможно одновременное очищение 20 линий, что приводит к ультиматрису. Максимально возможное количество линий, подлежащих одновременной очистке, — это 22, называемое Impossibilitris. В игру также включена система прокачки, которая ставит перед игроками новые задачи по мере их продвижения.

## Разработка
Tetris Effect разрабатывалась с 2012 года и была вдохновлена оригинальной игрой. Сопродюсер Тэцуя Мидзугути много лет хотел создать музыкальную игру для «Тетриса», но её лицензирование было проведено Electronic Arts, что затрудняло его использование. Примерно в 2012 году Мидзугути начал обсуждать с Хенком Роджерсом, основателем The Tetris Company, которая теперь владеет правами на игру, создание Tetris Effect, что привело в дальнейшем к началу разработки игры. Игра была выпущена 9 ноября 2018 года. Версия Microsoft Windows с поддержкой систем Oculus Rift и HTC Vive VR была выпущена в Epic Games Store 23 июля 2019 года.
Игра также совместима с гарнитурой PlayStation VR .

## Критика
| Сводный рейтинг | Сводный рейтинг |
| Агрегатор       | Оценка          |
| --------------- | --------------- |
| GameRankings    | 90,72 %         |

В день выхода Tetris Effect был встречен весьма положительными отзывами. Многие критики высоко оценили новый игровой режим, саундтрек, визуальные эффекты и интеграцию с виртуальной реальностью, а некоторые критики назвали его любовным письмом для Tetris. Игра в настоящее время имеет 89 из 100 балов на Metacritic, это указывает на благоприятные отзывы от критиков.
Игра получила награду «Лучший VR/AR игры» в 2018 году Game Critics Awards. Также премию Tin Pan Alley Award за лучшую музыку в игре на New York Game Awards; Игра также была номинирована на «Выдающиеся достижения в оригинальной музыкальной композиции» на DICE Awards, и получила награды за «Game, Puzzle» и «Original Light Mix Score, Franchise» в Национальной академии премии Video Review Trade Reviewers. Она также получила награду за «Превосходство в музыкальном исполнении» на SXSW Gaming Awards, тогда как другая номинация была вручена за «Превосходство в SFX». Кроме того, она была номинирована на «Лучшее аудио» на церемонии награждения разработчиков игр, за «Лучший интерактивный счет» на 2019 GANG Awards, и за «Audio Achievement» и «Music» на 15-й Британской академии Games Awards, и получила награду за «Best Audio» на Develop: Star Awards.
Eurogamer назвал Tetris Effect своей игрой на 2018 год, написав: "Это игра восхительна, современный взгляд на классику, неподвластную времени, и действительно вдохновляющий опыт. Она не заботится о духе времени, потому что она, сама по себе история и будущее видеоигр. Это Tetris Effect ". Игра также была признана Giant Bomb лучшей игрой 2018 года.
Tetris Effect была продана в Японии в количестве 4 372 копий за первую неделю выпуска.